# Марциново
Марциново (бел. Марцінова) — деревня в Дрогичинском районе Брестской области Белоруссии. Входит в состав Попинского сельсовета.

## География
Деревня находится в южной части Брестской области, к северу от автодороги Н-641, на расстоянии приблизительно 9 километров (по прямой) к юго-юго-востоку от города Дрогичина, административного центра района. Абсолютная высота — 147 метров над уровнем моря. Площадь населённого пункта — 0,1906 км².

## История
По состоянию на 1905 год, в фольварке Марциново проживало 16 человек. В административном отношении деревня входила в состав Осовецкой волости Кобринского уезда Гродненской губернии.
Согласно Рижскому мирному договору (1921), фольварок вошёл в состав межвоенной Польши. Входил в состав гмины Осовце Дрогичинского повета Полесского воеводства. В 1921 году числилось 7 жителей, проживавших в 1 доме. В этническом составе населения того периода полещуки составляли 100 %. В конфессиональном составе населения преобладали православные христиане (100 %).
С 1939 года в БССР, с 1940 года в составе Попинского сельсовета.

## Население
По данным переписи 2019 года, в деревне проживало 5 человек.
| Год  | Население, человек |
| ---- | ------------------ |
| 1905 | 16                 |
| 1921 | ↘ 7                |
| 1960 | ↗ 108              |
| 1970 | ↘ 54               |
| 1995 | ↘ 12               |
| 2005 | ↘ 7                |
| 2009 | ↗ 11               |
| 2019 | ↘ 5                |